# Sally Meyerhoff
Sally Meyerhoff (* 7. Dezember 1983 in Tempe, Arizona; † 8. März 2011 in Maricopa, Pinal County, Arizona) war eine US-amerikanische Langstreckenläuferin.

## Werdegang
Meyerhoff besuchte von 2003 bis 2006 die Duke University in Durham, North Carolina, und lief für die Mannschaft der Blue Devils. Ihre besten Resultate bei NCAA-Meisterschaften waren der dritte Platz in der Mannschaftswertung im Crosslauf 2005 und der siebte Platz im 10.000-Meter-Lauf 2006.
2008 gab Meyerhoff im Januar ihr Debüt im Marathonlauf und belegte beim Rock ’n’ Roll Arizona Marathon in 2:42:46 Stunden den sechsten Platz. Im April verbesserte sie sich in Boston beim US-amerikanischen Ausscheidungsrennen für die Olympischen Spiele in Peking auf 2:39:39 Stunden, erreichte mit dieser Leistung allerdings nur den 20. Platz. Beim San-José-Halbmarathon im Oktober wurde sie in 1:12:52 Stunden Vierte.
Im folgenden Jahr gewann Meyerhoff im Mai die US-amerikanischen Meisterschaften im 25-Kilometer-Straßenlauf und erzielte im Oktober als Fünfte beim Twin Cities Marathon mit 2:35:49 Stunden eine neue persönliche Bestleistung. Im November 2010 belegte sie beim New-York-City-Marathon in 2:41:00 Stunden den 27. Platz, im Januar 2011 feierte sie beim Rock ’n’ Roll Arizona Marathon in 2:37:56 Stunden ihren ersten Marathonsieg. Zwei Wochen später beendete sie ihr Rennen bei den US-amerikanischen Meisterschaften im Halbmarathon in 1:15:24 Stunde auf dem 14. Platz. Sie beschloss, sich im weiteren Verlauf der Saison dem Triathlon zuzuwenden.
Am 8. März 2011 kam sie ums Leben, als sie in Maricopa, Arizona, beim Radtraining an einer Kreuzung von einem Pick-up erfasst wurde. Meyerhoff verstarb noch an der Unfallstelle.

## Bestleistungen
- 10.000 m: 33:03,19 min, 25. Juni 2009, Eugene, Oregon
- Halbmarathon: 1:12:52 h, 5. Oktober 2008, San José, Kalifornien
- Marathon: 2:35:49 h, 4. Oktober 2009, Saint Paul, Minnesota